# Јанис Спруктс
Јанис Спруктс (лет. Jānis Sprukts — Рига, 31. јануар 1982) професионални је летонски хокејаш на леду који игра на позицији нападача.
Члан је сениорске репрезентације Летоније за коју је дебитовао још на светском првенству 2000. године. Био је део летонске олимпијске репрезентације на ЗОИ 2010. и ЗОИ 2014.

## Каријера
Учествовао је на улазном драфту НХЛ лиге 2000. када га је као 234. пика у 8. рунди одабрала екипа Флорида пантерса. За Пантерсе је током две сезоне одиграо свега 14 сусрета уз један постигнути погодак и 2 асистенције. Од већих клубова током каријере наступао је за ришки Динамо, московски ЦСКА и Локомотиву из Јарославља (у КХЛ лиги), те за фински Луко Раума са којим је освојио титулу првака Финске.